# Clase Edge
La Clase Edge es una clase de cruceros operados por Celebrity Cruises, una subsidiaria de Royal Caribbean Group. La clase está construida por Chantiers de l'Atlantique de Francia. En la actualidad, hay tres barcos de clase Edge activos: el barco líder de la clase, Celebrity Edge, Celebrity Apex y Celebrity Beyond. El Celebrity Apex estaba programado para comenzar a operar en abril de 2020, pero la entrada en servicio se retrasó debido a la pandemia de COVID-19. Su navegación inaugural fue el 21 de junio de 2021. Actualmente se está construyendo un cuarto barco. El Celebrity Ascent está debutando tentativamente en el cuarto trimestre de 2023.
Tanto Celebrity Edge como Celebrity Apex se construyen con un tonelaje bruto (GT) de 130.818. Está previsto que las futuras construcciones nuevas tengan un casco ampliado en 20 metros (66 pies), lo que eleva la longitud del barco a 327 metros (1072 pies 10 pulgadas) y un tonelaje bruto aumentado a 140 600 toneladas.  Se informa que los barcos de esta clase cuestan mil millones de dólares cada uno.

## Unidades
| Nombre           | Estado          | Entrada en servicio con Celebrity               | Tonelaje      | Bandera       | Notas | Imagen |
| ---------------- | --------------- | ----------------------------------------------- | ------------- | ------------- | --- | ------ |
| Celebrity Edge   | En servicio     | 25 de noviembre de 2018                         | 130.818       | Malta         | |        |
| Celebrity Apex   | En servicio     | 19 de junio de 2021                             | 130.818       | Malta         | |        |
| Celebrity Beyond | En servicio     | 27 de abril de 2022                             | 140.600       | Malta         | Corte de acero el 28 de enero de 2020 y casco alargado a 327 m (1073 pies) |        |
| Celebrity Ascent | En servicio     | [actualizar]4.º trimestre de 2023 (planificado) | 140.600       | Malta         | la construcción comenzó el 17 de noviembre de 2021 viaje inaugural previsto el 3 de diciembre de 2023                                                                                  |        |
| Celebrity Xcel   | En construcción | Noviembre año 2025 (previsto)                   | por confirmar | por confirmar | La construcción comenzó el 7 de noviembre de 2023. El grupo tecnológico Wärtsilä suministrará los motores de combustible flexible, lo que permitirá que el barco funcione con metanol. |        |